# ACE (Automatic computing engine)
L'ACE va ser un disseny per a ordinador primerenc amb capacitat per emmagatzemar programes produït per Alan Turing, per invitació de John R. Womersley, superintendent de la Divisió de Matemàtiques del Laboratori Nacional de Física (NPL). L'ús de la paraula engine es va utilitzar en homenatge a Charles Babbage i les seves màquina diferencial i màquina analítica. El disseny tècnic de Turing de la Proposed Electronic Calculator va ser el producte del seu treball teòric el 1936 "On Computable Numbers" i la seva experiència durant la guerra a Bletchley Park, on els ordinadors Colossus havien tingut èxit en trencar els codis militars alemanys. En el seu article de 1936, Turing va descriure la seva idea com una "màquina de computació universal", però ara es coneix com la màquina de Turing universal.
El 19 febrer 1946 Turing va presentar un document detallat al Comitè Executiu del Laboratori Nacional de Física (NPL), donant el primer disseny raonablement complet d'un ordinador amb programa emmagatzemat. No obstant això, a causa de l'estricta i llarga durada del secretisme al voltant del treball de Bletchley Park, no li era permèsestava (a causa de la Official Secrets Acts) d'explicar que sabia que les seves idees podrien ser implementats en un dispositiu electrònic. El disseny de l'EDVAC presentat en el document Firts Date of a Report on the EDVAC el 30 de juny de 1945, per John von Neumann, que coneixia el treball teòric de Turing, va rebre molta publicitat, malgrat el seu caràcter incomplet i la manca qüestionable d'atribució de les fonts d'algunes de les idees.
L'informe de Turing sobre l'ACE va ser escrit a finals de 1945 i va incloure diagrames de circuits lògics detallats i una estimació de les despeses d'11.200 £. En la seva opinió, la velocitat i la mida de la memòria eren crucials i va proposar una memòria d'alta velocitat del que avui es consideraria de 25 kilobytes, accedint a una velocitat d'1 MHz. L'ACE va implementar subrutines, mentre que l'EDVAC no ho va fer. Un alre element que l'ACE incorporava respecte l'EDVA va ser l'ús de les Abbreviated Computer Instructions, una primera forma de llenguatge de programació. Inicialment, estava previst que Tommy Flowers, l'enginyer de la Post Office Research Station de Dollis Hill, al nord de Londres, i responsable de la construcció del Colossus, construís també l'ACE, però a causa del secretisme al voltant dels seus èxits en temps de guerra i la pressió de treball de post-guerra, això no va ser possible.

## Aplicacions

### Pilot ACE
Els col·legues de Turing en l'NPL, sense saber sobre el Colossus, van pensar que la feina d'enginyeria per construir un ACE complet era massa ambiciosa, de manera que la primera versió de l'ACE que es va construir va ser el Pilot ACE, una versió més petita del disseny original de Turing. El Pilot ACE tenia 1.450 vàlvules termoiòniques (tubs de buit), i es van utilitzar línies de retard de mercuri per la seva memòria principal. Cadascuna de les 12 línies de retard podia emmagatzemar 32 instruccions o paraules de dades de 32 bits. El seu primer programa es va llençar el 10 de maig de 1950, moment en el qual era l'ordinador més ràpid del món, amb una freqüència de rellotge de 1 MHz.

### MOSAIC
Una segona implementació del disseny de l'ACE va ser el MOSAIC (Ministry of Supply Automatic Integrator and Computer). Aquest va ser construït per Allen Coombs i William Chandler de Dollis Hill que havien treballat amb Tommy Flowers en la construcció dels ordinadors Colossus. Es va instal·lar a la Telecomunications Research Establishment (TRE), que aviat es va convertir en la Royal Radar Establishment (RRE) a Malvern i va llençar el seu primer programa a finals de 1952 o començaments de 1953. Va ser utilitzat per al càlcul de trajectòries d'aeronaus a partir de les dades de radars.

### Bendix G-15
Els principis del disseny de l'ACE es van utilitzar en l'ordinador G-15 de la Bendix Corporation. El disseny d'enginyeria va ser fet per Harry Huskey que havia estat treballant a la secció de l'ACE al NPL durant el 1947. Més tard va contribuir als dissenys de maquinari per l'EDVAC. El primer G-15 es va llençar el 1954, com una petita (relativament) màquina d'usuari únic. Alguns consideren que és el primer ordinador personal.